# John A. Macdonald
Pour les articles homonymes, voir John Alexander Macdonald (homonymie), John Macdonald et Macdonald.
John Alexander Macdonald, né le 11 janvier 1815 à Glasgow en Écosse et mort le 6 juin 1891 à Ottawa au Canada, est un avocat, juriste et homme d'État canadien-anglais. Il est le premier titulaire de la fonction de premier ministre du Canada (1867-1873, 1878-1891) et l'un des principaux pères de la Confédération. Figure dominante de la politique canadienne, sa carrière s'étend sur près d'un demi-siècle. Il occupe le poste de premier ministre pendant 19 ans, une durée excédée seulement par William Lyon Mackenzie King.
Macdonald naît en Écosse avant d'émigrer avec sa famille à l'âge de cinq ans à Kingston dans la province du Haut-Canada (actuel Est de l'Ontario), en Amérique du Nord britannique. Il se forme au métier d'avocat avec un juriste local et se met à son compte, et ce, avant même de devenir membre du Barreau. Il participe à de nombreuses affaires judiciaires et devient rapidement un personnage influent de Kingston, ce qui lui permet d'obtenir un siège au Parlement en 1844. 
Il sert dans la législature du Canada-Uni et, en 1857, il devient premier ministre dans le système politique instable de la colonie. En 1864, devant l'instabilité gouvernementale, il propose avec son rival politique George Brown un accord afin d'unir les partis dans une « Grande coalition ». Elle a pour objectif de réformer le système politique et de créer une fédération de l'Amérique du Nord britannique. Macdonald est l'un des principaux chefs des débats et des conférences qui aboutissent à l'Acte de l'Amérique du Nord britannique donnant naissance au Dominion du Canada, le 1er juillet 1867.
Macdonald est désigné pour devenir le 1er premier ministre du Dominion. Il occupe ce poste jusqu'en 1873, lorsqu'il démissionne à la suite du scandale du Pacifique. Il revient au pouvoir après sa victoire à l'élection fédérale de 1878 et instaure une Politique nationale protectionniste, qui aide entre autres au développement du chemin de fer vers la côte Pacifique. Le projet s'achève en 1885 et Macdonald le considère comme un moyen de transport permettant d'unifier le pays. 
Macdonald est reconnu pour avoir réussi le projet de la Confédération canadienne malgré de nombreux obstacles, ainsi que pour avoir étendu le Dominion à près de la moitié de l'Amérique septentrionale. À sa mort en 1891, le Dominion a sécurisé la majeure partie du territoire qu'il occupe aujourd'hui. Les classements historiques placent Macdonald parmi les plus grands premiers ministres du Canada et il est considéré comme l'une des plus grandes personnalités canadiennes. Dû à ses opinions personnelles et ses choix politiques empreints d'impérialisme britannique typique du XIXe siècle, notamment sur les Autochtones et les Canadiens français, un regard beaucoup plus critique sur sa personne se fait à partir du XXIe siècle.

## Jeunesse, 1815-1830

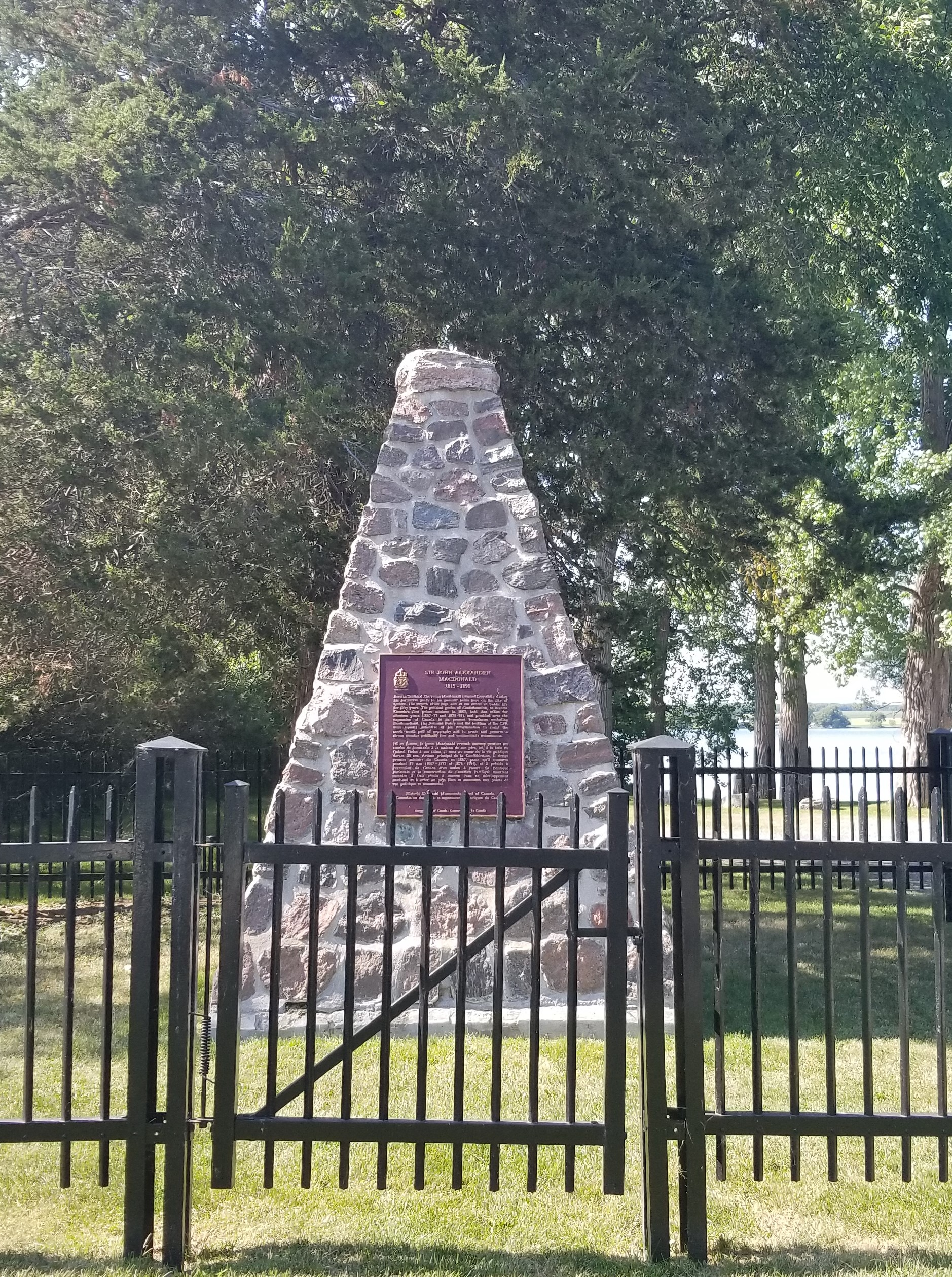
Mémorial indiquant que Sir John Alexander Macdonald a grandi à Hay Bay.

John Alexander Macdonald est né à Glasgow en Écosse le 11 janvier 1815. Son père était Hugh Macdonald, un commerçant malheureux qui avait épousé Helen Shaw le 21 octobre 1811. John Alexander Macdonald était le troisième de cinq enfants. Les dettes accumulées par Hugh Macdonald poussèrent la famille à émigrer à Kingston dans le Haut-Canada (actuel est de l'Ontario) en 1820 où se trouvaient déjà plusieurs membres de la famille Macdonald.
Les Macdonald habitèrent initialement avec une autre famille mais déménagèrent ensuite au-dessus d'un magasin géré par Hugh Macdonald. Peu après leur arrivée, le jeune frère de John, James, mourut d'un choc à la tête alors qu'une nourrice s'occupait de lui. Après la faillite du magasin de Hugh, la famille déménagea à Hay Bay, à l'ouest de Kingston, où un nouveau magasin n'eut pas plus de succès. Son père fut nommé en 1829 au poste de juge du district de Midland. La mère de John Macdonald eut une forte influence sur son fils, l'aidant lors de son difficile premier mariage et le conseillant jusqu'à sa mort en 1862.
John étudia dans des écoles locales. À l'âge de 10 ans, sa famille rassembla suffisamment d'argent pour l'envoyer au collège du district de Midland à Kingston. L'éducation de Macdonald se termina à l'âge de 15 ans, un âge courant à l'époque car seules les familles les plus aisées pouvaient financer des études à l'université. Néanmoins, Macdonald regretta plus tard d'avoir quitté l'école si tôt, et fit remarquer à son secrétaire Joseph Pope que s'il était allé à l'université, il serait peut-être devenu écrivain.

## Carrière de juriste, 1830-1843

### Apprentissage, 1830-1837
Les parents de Macdonald décidèrent qu'il devrait devenir avocat après avoir quitté l'école. Comme Donald Creighton (qui rédigea une biographie en deux volumes de Macdonald dans les années 1950) écrivit : « le droit était un large et bon chemin vers le confort, l'influence et même le pouvoir ». Il s'agissait également du « choix évident pour un garçon qui semblait aussi intéressé par les études qu'il se désintéressait du commerce ». De plus, Macdonald avait besoin de gagner de l'argent rapidement pour soutenir sa famille car les affaires de son père étaient encore une fois mauvaises. Il regretta plus tard, « Je n'ai pas eu d'enfance, dès l'âge de 15 ans, j'ai commencé à gagner ma vie ».

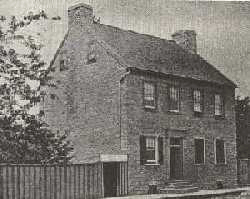
Quelques mois après avoir ouvert son premier cabinet en 1835, Macdonald déménagea avec ses parents et ses sœurs dans cette maison en pierre de Rideau Street à Kingston.

Macdonald se rendit en bateau à vapeur à Toronto (qui s'appelait York jusqu'en 1834), où il passa un concours organisé par le Barreau du Haut-Canada qui incluait des épreuves en mathématiques, latin et histoire. L'Amérique du Nord britannique n'avait pas d'école de droit dans les années 1830; les étudiants étaient évalués au début et à la fin de leur apprentissage. Macdonald commença son apprentissage avec George Mackenzie, un jeune et influent juriste qui était un membre éminent de la communauté écossaise en pleine croissance de Kingston. Mackenzie pratiquait le droit des sociétés, une spécialité lucrative que Macdonald choisira également. Macdonald était un étudiant prometteur et à l'été 1833, il géra le cabinet de Mackenzie lorsque ce dernier se rendit pour affaires à Montréal et à Québec dans le Bas-Canada (partie sud de l'actuel Québec). Plus tard dans l'année, Macdonald reçut la responsabilité intérimaire du cabinet d'un cousin de Mackenzie tombé malade.
En août 1834, George Mackenzie mourut du choléra. Avec la mort de son tuteur d'apprentissage, Macdonald resta dans le cabinet de son cousin à Hallowell (actuel Picton dans le comté du Prince-Édouard). En 1835, Macdonald rentra à Kingston et commença à travailler en tant que juriste même s'il n'avait ni l'âge ni les qualifications pour cela. Les proches de Macdonald retournèrent également à Kingston, lorsque Hugh Macdonald devint employé de banque.
Peu après que Macdonald fut admis au barreau en février 1836, il engagea deux étudiants qui devinrent, comme Macdonald, des pères de la Confédération. Oliver Mowat devint premier ministre de l'Ontario et Alexander Campbell, ministre du cabinet fédéral et lieutenant-gouverneur de l'Ontario. L'un de ses premiers clients fut Eliza Grimason, une immigrée Irlandaise de 16 ans qui cherchait des conseils pour le magasin qu'elle et son époux voulaient acheter. Grimason devint l'un des partisans les plus riches et les plus loyaux de Macdonald et aurait même été son amante. Macdonald rejoignit de nombreuses associations locales pour se faire connaître dans la ville. Il chercha également des affaires bien en vue et il défendit le pédophile William Brass. Brass fut pendu pour son crime mais la défense de Macdonald fut saluée par la presse. Selon son biographe, Richard Gwyn:

« En tant qu'avocat dans des affaires dramatiques, Macdonald se fit connaître bien au-delà des cercles économiques de Kingston. Il opérait maintenant dans l'arène où il passa les plus grandes années de sa vie, le tribunal de l'opinion publique. Il y apprit les arts de la persuasion et de l'argumentation qui lui servirent tout au long de sa vie politique. »

### Juriste influent, 1837-1843
Tous les Hauts-Canadiens âgés de 18 à 60 ans faisaient partie de la Milice Sédentaire, qui participa aux Rébellions de 1837. Macdonald était un simple soldat dans la milice et il patrouillait autour de Kingston mais la ville ne fut pas attaquée et Macdonald n'affronta pas le feu ennemi.
Bien que la plus grande partie des procès de la Rébellion du Haut-Canada eurent lieu à Toronto, Macdonald représenta la défense dans l'un des procès qui se déroula à Kingston. Tous les accusés furent acquittés et un journal local décrivit Macdonald comme l'« un des plus jeunes avocats de la Province, en pleine ascension dans sa profession ».

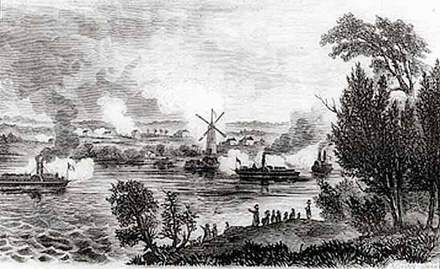
Bataille du Moulin-à-Vent, près de Prescott dans le Haut-Canada, 13 novembre 1838

À la fin de l'année 1838, Macdonald accepta de conseiller un groupe d'Américains qui avaient franchi la frontière pour libérer le Canada du joug britannique. Les envahisseurs furent capturés après la bataille du Moulin-à-Vent (près de Prescott, Ontario) dans laquelle 16 Canadiens avaient été tués et 60 autres blessés. L'opinion publique était très hostile aux prisonniers car ils étaient accusés d'avoir mutilé le corps d'un lieutenant Canadien. Le biographe Donald Creighton écrivit que Kingston était « pleine de rage et d'horreur » face aux accusations. Macdonald ne pouvait pas représenter les prisonniers car ils étaient jugés par une cour martiale. À la demande des proches de Daniel George, le trésorier de l'invasion, qui habitaient Kingston, Macdonald accepta de conseiller George qui devait assurer sa propre défense. George fut condamné et pendu. Selon son biographe Donald Swainson, « à partir de 1838, la position de Macdonald était assurée. Il était une figure publique, un jeune homme populaire et un avocat expérimenté ».
Du fait du soulèvement, le Parlement du Royaume-Uni décida de rassembler le Haut et le Bas-Canada au sein de la Province du Canada à partir de 1841. Le Haut-Canada devint le Canada-Ouest et le Bas-Canada le Canada-Est, alors que Kingston devint la première capitale de cette nouvelle province.
Macdonald continua son travail de juriste tout en étant nommé directeur de plusieurs sociétés, principalement à Kingston. Macdonald devint à la fois le directeur et l'avocat de la nouvelle Commercial Bank du district de Midland. Au cours des années 1840, Macdonald investit lourdement dans le foncier et racheta des commerces à Toronto. À la même époque, il tomba malade et, en 1841, son père mourut. Malade et en deuil, il décida de prendre des vacances prolongées au Royaume-Uni en début de l'année 1842. Il partit avec une grosse somme d'argent ramassée notamment en jouant aux cartes durant les trois jours précédant son départ. Il rencontra sa cousine germaine, Isabella Clark en Angleterre. Comme Macdonald n'en parle pas dans ses lettres, les circonstances de leur rencontre sont inconnues. À la fin de l'année 1842, Isabella se rendit à Kingston avec sa sœur. La visite se prolongea sur un an avant que John et Isabella ne se marient le 1er septembre 1843.

## Ascension politique, 1843-1864

### Parlementaire, 1843-1857

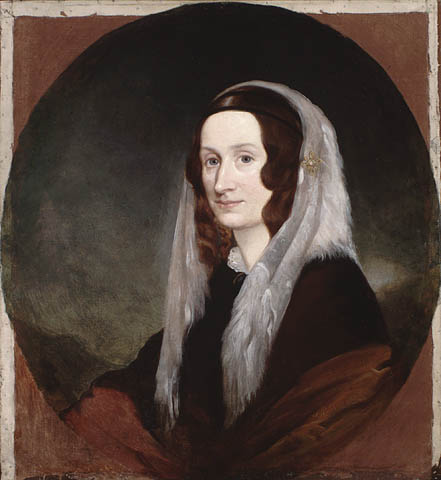
Portrait d'Isabella Clark Macdonald, 1852.

En février 1843, Macdonald annonça sa candidature au poste de conseiller municipal de Kingston. Le 29 mars 1843, Macdonald célébra sa première victoire électorale avec 156 voix contre 43 pour son opposant. Il connut également ce qu'il appela sa première chute lorsque ses partisans le firent accidentellement tomber dans une flaque de neige fondue.
En mars 1844, plusieurs hommes d'affaires lui demandèrent d'être le candidat conservateur de Kingston pour la prochaine élection législative. Macdonald suivit la coutume contemporaine de fournir de larges quantités d'alcool aux électeurs. Le vote à bulletin secret n'était pas encore en place et Macdonald battit son opposant, Anthony Manahan, par 275 « cris » contre 42 lorsque les deux jours d'élection se terminèrent le 15 octobre 1844. Macdonald n'était pas un grand orateur et il n'appréciait pas les discours pompeux de l'époque. En revanche, il devint un expert des procédures parlementaires et des lois électorales.
En 1844, Isabella tomba malade. Elle récupéra mais la maladie revint l'année suivante et elle devint invalide. John Macdonald emmena sa femme à Savannah en Géorgie en 1845 en espérant que l'air marin et chaud pourrait soigner sa maladie. Macdonald revint au Canada au bout de six mois mais Isabella resta aux États-Unis durant trois ans. Il la revit à nouveau à New York à la fin de l'année 1846 et y retourna plusieurs mois après lorsqu'elle lui apprit qu'elle était enceinte. En août 1847, leur fils John Alexander Macdonald Jr. naquit mais Isabella restait malade et ce sont ses proches qui s'occupèrent du nouveau-né. La maladie d'Isabella coûte cher à Macdonald. Il devait payer les factures des médecins, les voyages à New York et à Savannah ainsi que les longs séjours dans des chambres louées à New York.
Bien qu'il ait souvent été absent du fait de la maladie de sa femme, Macdonald fut capable d'obtenir des avancements politiques et professionnels. En 1846, il entra au Conseil de la Reine. La même année, le poste de solliciteur général lui fut offert mais il déclina l'offre. En 1847, le premier ministre William Henry Draper nomma Macdonald Receveur général. En acceptant ce poste gouvernemental, Macdonald abandonna ses revenus issus de son travail de juriste et il passa la plus grande partie de son temps à Montréal, loin d'Isabella. Lors des élections de décembre 1847 et de janvier 1848, Macdonald fut facilement réélu pour Kingston mais les conservateurs perdirent la majorité lors de la réouverture de la session parlementaire en mars 1848. Macdonald retournait à Kingston lorsque la législature ne siégeait pas et Isabella le rejoignit en juin. En août, John Jr. mourut soudainement. En mars 1850, Isabella Macdonald donna naissance à un autre fils Hugh John Macdonald et son père écrivit, « nous avons retrouvé Johnny, presque à son image. » Macdonald commença à avoir des soucis avec l'alcool et il buvait beaucoup à la fois en privé et en public ; sa biographe, Patricia Phenix attribue cela à ses problèmes familiaux.
Les libéraux ou Grits conservèrent le pouvoir lors de l'élection de 1851 mais ils furent rapidement divisés par un scandale parlementaire. En septembre, le gouvernement démissionna et une coalition rassemblant des partis des deux côtés de la chambre et menée par Allan MacNab arriva au pouvoir. Macdonald joua un grand rôle dans la formation du gouvernement et il fut nommé ministre de la Justice. En 1855, George-Étienne Cartier, du Canada-Est rejoignit le gouvernement. Jusqu'à sa mort en 1873, il sera l'allié politique de Macdonald. En 1856, MacNab fut évincé du poste de premier ministre par Macdonald qui devint ensuite le leader des conservateurs du Canada-Ouest. Bien qu'il soit l'homme le plus puissant du gouvernement, il resta ministre de la Justice et Étienne-Paschal Taché devint premier ministre.

### Chef colonial, 1857-1864

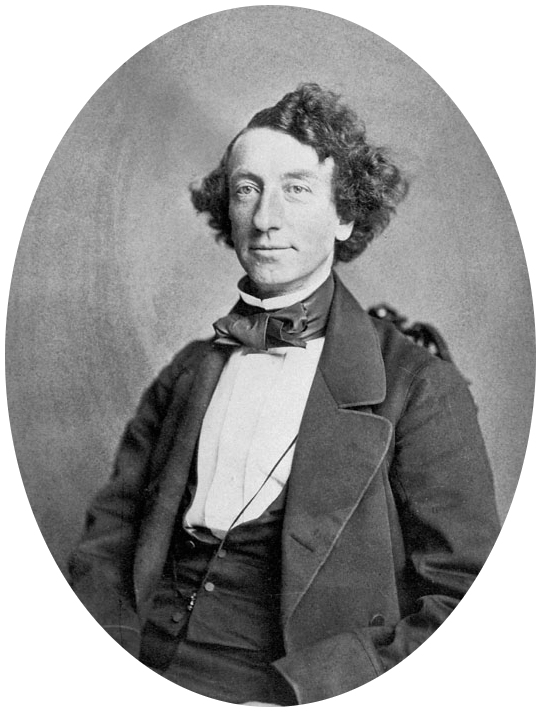
John A. Macdonald en 1858

En juillet 1857, Macdonald se rendit au Royaume-Uni pour promouvoir les projets du gouvernement canadien. À son retour au Canada, il fut nommé premier ministre à la place de Taché, juste à temps pour mener les conservateurs lors de l'élection générale. Macdonald fut élu à Kingston par 1 189 voix contre 9 pour son opposant, John Shaw. Cependant les résultats furent décevants pour les conservateurs dans le Canada-Ouest et seul le soutien des Canadiens français permit à Macdonald de rester en fonction. Isabella Macdonald mourut le 28 décembre. John devient donc veuf avec un garçon de sept ans. Hugh Macdonald sera principalement élevé par sa tante paternelle et son mari.
En 1856, l'Assemblée vota pour déplacer le siège du gouvernement à la ville de Québec. Macdonald s'opposa à cela et il utilisa son pouvoir pour forcer l'assemblée à revenir sur sa décision en 1857. Il proposa que ce soit la reine Victoria qui décide quelle ville serait la capitale du Canada. Les opposants, principalement dans le Canada-Est, avancèrent que la reine ne prendrait pas cette décision de manière isolée et qu'elle devrait suivre les conseils des ministres Canadiens. Néanmoins, le plan de Macdonald fut adopté avec le soutien du Canada-Est car Québec allait rester la capitale durant trois ans jusqu'à ce que l'assemblée se déplace dans la nouvelle capitale permanente. Macdonald demanda secrètement au Bureau Colonial de faire en sorte que la reine ne réponde pas avant au moins dix mois ou après une élection générale. En février 1858, la reine annonça le choix de la ville isolée d'Ottawa, ce qui en déçut plusieurs.
Le 28 juillet 1858, un membre de l'opposition du Canada-Est proposa une déclaration destinée à la reine indiquant qu'Ottawa n'était pas un lieu convenable pour une capitale. Les membres du Canada-Ouest appartenant au parti de Macdonald firent défection et votèrent en faveur de la déclaration ; cela entraina la chute du gouvernement. Macdonald démissionna et le gouverneur-général Edmund Walker Head, invita le leader de l'opposition George Brown à former un gouvernement. Selon la loi de l'époque, Brown et ses ministres perdirent leurs sièges à l'assemblée en acceptant d'entrer dans le gouvernement et une élection partielle fut organisée. Cela donna une majorité à Macdonald en attendant les élections et il fit tomber le gouvernement. Head refusa la demande de Brown de dissoudre l'assemblée et Brown et ses ministres démissionnèrent. Head demanda alors à Macdonald de former un gouvernement. La loi autorisait toute personne ayant occupé un poste ministériel au cours des trente derniers jours d'entrer dans le gouvernement sans devoir affronter une élection partielle ; Macdonald et ses ministres retournèrent à leurs anciennes fonctions. Dans un effort d'équité, Head insista pour que Cartier soit le premier ministre et Macdonald son adjoint.
À la fin des années 1850 et au début des années 1860, le Canada connaissait une période de prospérité. Le chemin de fer et le télégraphe améliorèrent les communications. Selon le biographe de Macdonald Richard Gwyn, « En bref, les Canadiens commencèrent à devenir une seule communauté ». Au même moment, le gouvernement provincial commença à devenir de plus en plus difficile à gérer. Une loi affectant le Canada-Ouest et le Canada-Est nécessitait une « double majorité », une majorité dans chacune des deux chambres de la province. Cela entrainait un blocage régulier de l'Assemblée. Les deux chambres élisaient chacune 65 députés bien que le Canada-Ouest ait une population plus importante. L'une des principales demandes de Brown était une représentation proportionnelle à la population, une proposition rejetée par le Canada-Est.
La Guerre civile américaine inquiéta le Royaume-Uni qui considérait qu'à la fin de leur guerre, les Américains envahiraient à nouveau le Canada. Le Royaume-Uni demanda aux Canadiens de payer une partie des dépenses militaires et une loi sur la Milice fut présentée devant l'Assemblée en 1862. L'opposition rejeta cette demande et les représentants du Canada-Est craignaient que les Canadiens français participent à une guerre déclenchée par les Britanniques. À ce moment, Macdonald buvait beaucoup et il ne fournit pas un soutien important à la loi. Le gouvernement tomba du fait de la loi et les grits reprirent le pouvoir avec John Sandfield Macdonald (sans parenté avec John A. Macdonald) à leur tête. John A. Macdonald ne resta pas longtemps à l'écart du pouvoir ; les deux partis étaient de force égale et une poignée d'indépendants avaient la capacité de faire tomber n'importe quel gouvernement. Le nouveau gouvernement tomba en mai 1863 mais Head autorisa une nouvelle élection qui ne changea cependant pas le rapport de force. En décembre 1863, le député du Canada-Ouest Albert Norton Richards accepta le poste de Solliciteur général et dut affronter une élection partielle. John A. Macdonald fit personnellement campagne contre Richards et ce dernier fut battu par un conservateur. Les Grits perdirent leur majorité et ils démissionnèrent en mars. John A. Macdonald reprit le pouvoir avec Taché en tant que premier ministre. Le gouvernement Taché-Macdonald tomba en juin. La situation politique était tellement bloquée que selon Swainson, « Il était clair pour tout le monde que la Constitution de la Province du Canada était morte ».

## Confédération du Canada, 1864-1867

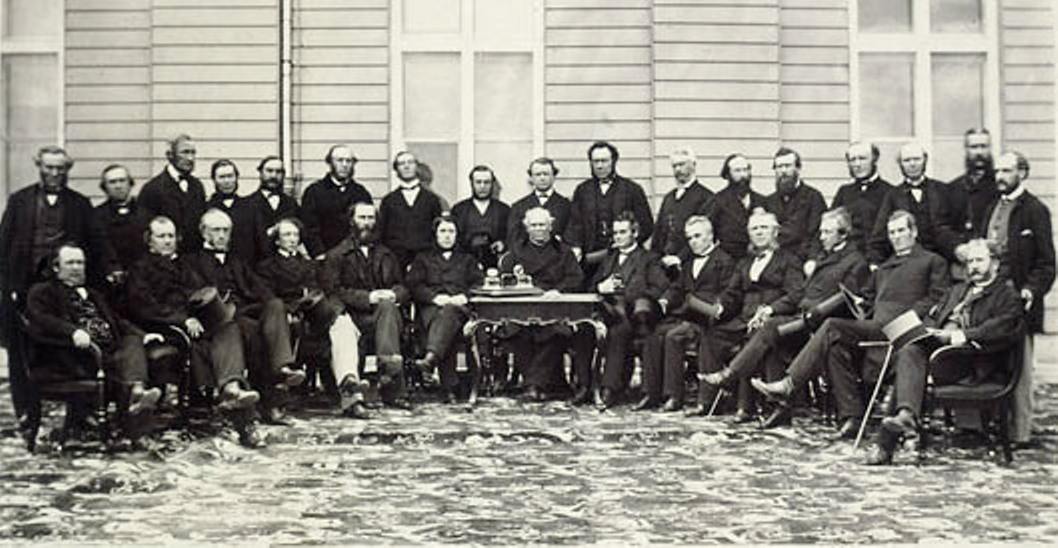
La Conférence de Québec. Macdonald se trouve au premier rang au quatrième siège en partant de la gauche.

Avec la chute de son gouvernement, Macdonald approcha le nouveau gouverneur-général Lord Monck et obtint la dissolution du Parlement. Il fut approché par Brown, le leader des Grits, qui considérait que la crise pourrait offrir aux deux partis une occasion de réforme constitutionnelle. Brown et Macdonald s'accordèrent sur un nouveau gouvernement qui soutiendrait le « principe de fédération », une phrase suffisamment vague pour être acceptée. Les discussions n'étaient pas dévoilées au public et Macdonald surprit l'Assemblée en annonçant que la dissolution était retardée du fait des négociations avec Brown ; les deux hommes étaient non seulement rivaux mais ils avaient la réputation de se détester.
Les partis mirent de côté leurs différences et formèrent la Grande coalition ; seul le Parti rouge du Canada-Est mené par Jean-Baptiste-Éric Dorion n'y participa pas. Une conférence, demandée par le Bureau colonial, fut prévue pour le 1er septembre 1864 à Charlottetown, sur l'Île-du-Prince-Édouard car les provinces maritimes envisageaient une union au sein d'une même province. Les Canadiens obtinrent l'autorisation d'envoyer une délégation à cette conférence de Charlottetown. Macdonald, Cartier et Brown furent les représentants Canadiens à Charlottetown. À la fin de la conférence, les délégations des colonies maritimes exprimèrent leur souhait de rejoindre une confédération dès que les détails seraient connus.
En octobre 1864, les délégués se rencontrèrent à la Conférence de Québec et les 72 résolutions qui en découlèrent définissaient les bases de la future constitution du Canada. La Grande coalition fut menacée par la mort de Taché en 1865 ; Lord Monck demanda à Macdonald de devenir premier ministre mais Brown considérait qu'il avait autant le droit d'accéder au poste. La dispute fut résolue par la nomination d'un premier ministre de compromis, Narcisse-Fortunat Belleau.
En 1865, après des débats prolongés, l'Assemblée législative du Canada-Uni approuva la création d'une Confédération par 91 voix contre 33. Cependant, aucune colonie maritime n'approuva le plan. En 1866, Macdonald et ses collègues financèrent les candidats pro-Confédération lors de l'élection au Nouveau-Brunswick ; l'assemblée qui en résultait était favorable à la Confédération. Peu après l'élection, le premier ministre de Nouvelle-Écosse, Charles Tupper, présenta une proposition pro-Confédération à la législature. Une dernière conférence, organisée à Londres, était nécessaire avant que le parlement britannique ne confirme l'union. Les délégués des provinces maritimes se rendirent à Londres en juillet 1866 mais Macdonald, qui buvait à nouveau beaucoup, ne s'y rendit pas avant novembre, ce qui ulcéra les délégués. En décembre 1866, Macdonald mena la Conférence de Londres, où il fut félicité pour sa conduite des débats et fit la cour à celle qui devint sa seconde épouse, Agnes Bernard. Agnes Bernard était la sœur d'Hewitt Bernard, le secrétaire privé de Macdonald ; le couple s'était rencontré pour la première fois à Québec en 1860 mais Macdonald l'admirait au moins depuis 1856. En janvier 1867, alors qu'il se trouvait toujours à Londres, il fut sérieusement brûlé dans sa chambre d'hôtel lorsqu'une bougie mit le feu à la chaise sur laquelle il était assis ; il refusa néanmoins de manquer les réunions de la conférence. En février, il épousa Agnes à l'église de St George's Hanover Square. Le 8 mars, l'Acte de l'Amérique du Nord britannique, qui sert de base à la Constitution canadienne, fut adopté par la Chambre des communes après avoir été validé par la Chambre des lords. La reine Victoria approuva la loi par une sanction royale le 29 mars 1867.
Macdonald souhaitait que l'union soit formellement créée le 15 juillet car il craignait que les préparatifs ne soient pas achevés avant. Les Britanniques privilégiaient une date antérieure et le 22 mai, ils annoncèrent que le Dominion serait créé le 1er juillet. Lord Monck nomma Macdonald au poste de premier ministre du pays unifié. Avec la naissance du Dominion, le Canada-Est et le Canada-Ouest devinrent des provinces séparées appelées respectivement le Québec et l'Ontario. Macdonald fut anobli le jour de la célébration de ce qui deviendra la Fête du Dominion (Dominion Day, littéralement le « Jour du Dominion ») le 1er juillet 1867.

## Premier ministre du Canada

### Premier mandat, 1867-1871

Évolution territoriale du Canada depuis 1867

Macdonald et son gouvernement durent affronter les problèmes immédiats de la formation d'une nouvelle fédération. Il fallait en particulier créer un gouvernement fédéral. La Nouvelle-Écosse menaçait déjà de se retirer de la Confédération ; le chemin de fer Intercolonial reliant les provinces maritimes au reste du Canada n'était en effet pas encore construit. Les relations anglo-américaines étaient tendues et la politique étrangère du Canada était gérée depuis Londres. Le retrait américain du traité de réciprocité en 1866 avait accru les prix des produits canadiens sur les marchés des États-Unis. La plus grande partie du Canada actuel restait en dehors de la Confédération; en plus des colonies séparées de l'Île-du-Prince-Édouard, de Terre-Neuve et de Colombie-Britannique qui restaient sous la souveraineté britannique, de vastes étendues du nord et de l'ouest étaient sous le contrôle de la Compagnie de la Baie d'Hudson. Plusieurs observateurs américains et britanniques considéraient que l'expérience de la Confédération allait rapidement échouer et que le Dominion naissant serait absorbé par les États-Unis.
En août 1867, la première élection fédérale de la nouvelle Confédération vit la victoire facile du parti de Macdonald qui obtint un large soutien en Ontario et au Québec ainsi qu'une majorité au Nouveau-Brunswick. Le Parlement se rassembla en novembre, sans Brown qui avait été battu à la surprise générale en Ontario et ne fut jamais membre de la Chambre des communes du Canada. En 1869, la Nouvelle-Écosse accepta de rester au sein du Canada après la promesse d'un meilleur soutien financier. Les pressions de Londres et d'Ottawa ne permirent pas d'obtenir l'entrée de Terre-Neuve car ses électeurs avaient rejeté un programme favorable à la Confédération. Terre-Neuve ne devint pas une province canadienne avant 1949,.

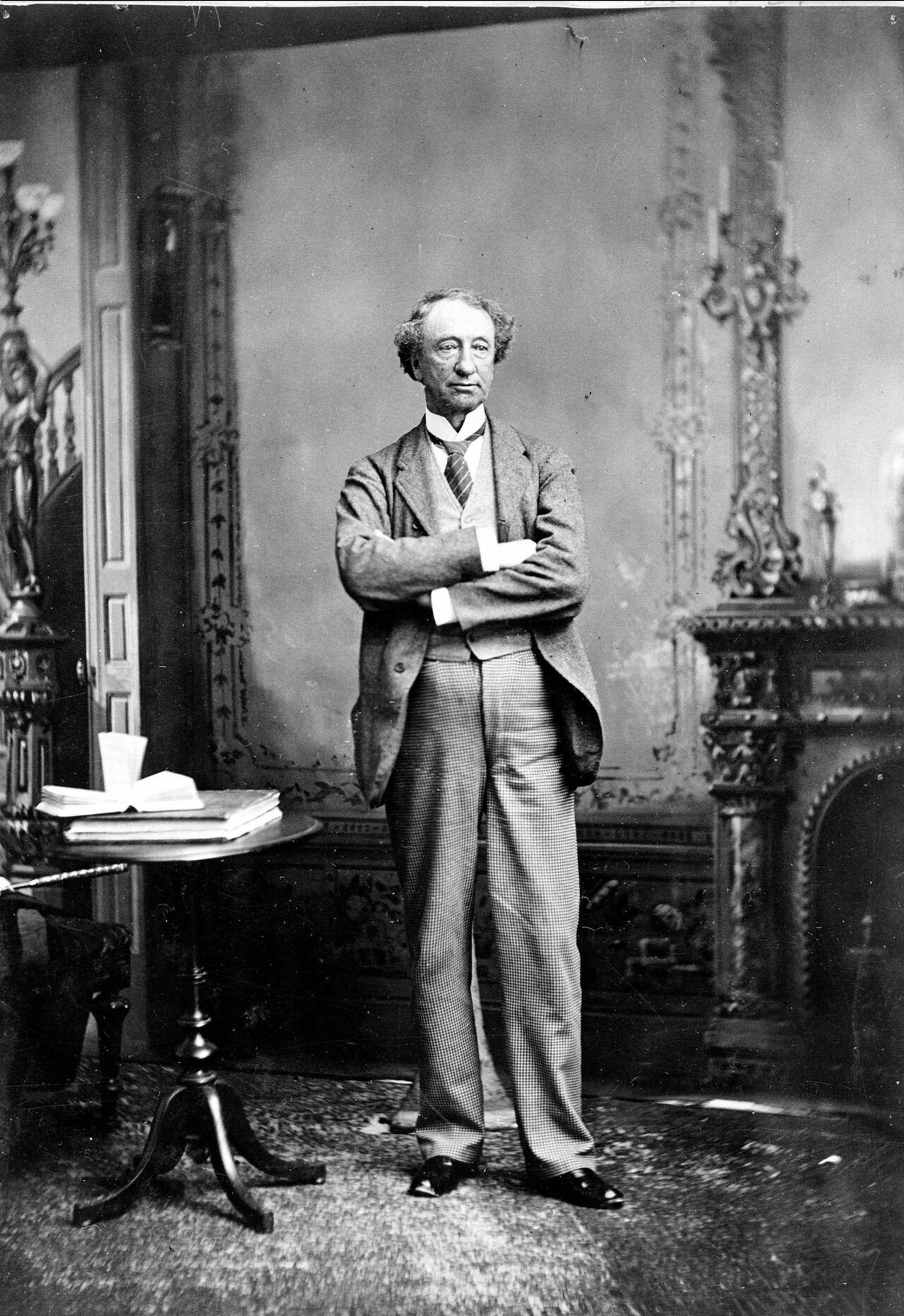
Macdonald en 1870, à l'âge de 55 ans

En 1869, John et Agnes Macdonald eurent une fille, Mary. Il devint rapidement clair qu'elle était gravement handicapée à la fois mentalement et physiquement. Hewitt Bernard, le ministre de la Justice et ancien secrétaire de Macdonald, vivait dans la maison de Macdonald à Ottawa avec sa mère veuve. John Macdonald tomba malade en 1870 car un calcul biliaire mit deux mois à disparaitre. Il récupéra sur l'île du Prince-Édouard où il mena probablement des discussions concernant l'entrée de l'île dans la Confédération à un moment où certains suggéraient une adhésion aux États-Unis. L'île rejoignit le Canada en 1873.
Macdonald avait été assez tiède sur la question de l'expansion vers l'ouest des provinces canadiennes ; en tant que premier ministre, il devint un fort partisan d'un Canada s'étendant d'un océan à l'autre. Après la création de la Confédération, il envoya des représentants à Londres pour négocier le transfert de la Terre de Rupert et du Territoire du Nord-Ouest au Canada. La Compagnie de la Baie d'Hudson reçut 1 500 000 $ CA et conserva quelques postes commerciaux et un-vingtième des meilleures terres agricoles. Avant la date de transfert effectif, le gouvernement canadien dut faire face à un soulèvement dans la Colonie de la rivière Rouge (actuel sud-est du Manitoba centré sur Winnipeg). Les locaux, dont des Métis, s'inquiétaient d'un pouvoir qui ne prendrait pas en compte leurs intérêts et organisèrent la Rébellion de la rivière Capilano menée par Louis Riel. Peu disposé à payer pour un territoire en insurrection, Macdonald envoya l'armée pour écraser la rébellion avant la date de transfert officielle du 15 juillet 1870 ; finalement, la Colonie de la Rivière Rouge rejoignit la Confédération en tant que Manitoba tandis que le reste des terres achetées devint les Territoires du Nord-Ouest.

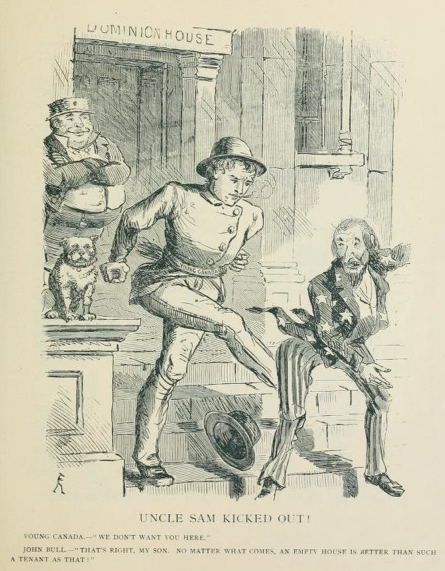
Oncle Sam viré à coups de pied. L'union avec les États-Unis était l'un des principaux débats des premières années du Canada. Dans cette caricature de 1869, Oncle Sam est chassé par le Jeune Canada avec l'approbation de John Bull.

Macdonald souhaitait également sécuriser la possession de la colonie de Colombie-Britannique. Les États-Unis semblaient intéressés par l'annexion de la colonie mais Macdonald souhaitait assurer à sa nation un débouché sur le Pacifique. La colonie avait une très importante dette qui devrait être payée si elle entrait dans la Confédération. Les négociations furent menées en 1870, principalement durant la convalescence de Macdonald, avec Cartier menant la délégation canadienne. Cartier offrit à la Colombie-Britannique la construction d'un chemin de fer la reliant aux provinces orientales au cours des dix années suivantes. La Colombie-Britannique accepta rapidement et elle rejoignit la Confédération en 1871. Le Parlement canadien ratifia l'accord après un très vif débat qu'Alexander Morris, ministre du revenus de l'administration Macdonald, décrit comme le combat le plus dur depuis la création du Dominion.
Il existait des querelles continuelles entre les Américains et les Canadiens sur les droits de pêche en haute-mer et au début de l'année 1871, une commission anglo-américaine fut créée pour régler la question. Le Canada espérait obtenir des compensations pour les dégâts causés par les Féniens qui attaquaient le Canada depuis des bases aux États-Unis. Macdonald fut nommé commissaire Britannique, un poste pour lequel il était peu enthousiaste car il réalisa que les intérêts canadiens pourraient être sacrifiés au profit du Royaume-Uni. Cela fut le cas ; le Canada ne fut pas dédommagé pour les raids des Féniens et l'accord ne lui était pas favorable car il devait ouvrir ses eaux aux pécheurs américains. Macdonald retourna au Canada pour défendre le Traité de Washington face à une forte opposition.

### Deuxième mandat et scandale du Pacifique, 1872-1873
À la veille de l'élection de 1872, Macdonald n'avait pas encore défini sa politique ferroviaire, ni mis en place les fonds nécessaires à sa construction. Durant l'année précédente, Macdonald évoqua ces problèmes avec des financiers possibles comme Hugh Allan et il y eut d'intenses discussions. Néanmoins, le principal sujet politique de Macdonald était le traité de Washington qui n'avait pas encore été présenté devant le parlement.
Au début de l'année 1872, Macdonald présenta le traité pour ratification et il fut voté à la Chambre des Communes avec une majorité de 66 voix. Les élections générales furent organisées à la fin août et au début septembre (les futures élections canadiennes se dérouleront généralement sur une journée). La redistribution des voix donnait un poids électoral plus important à l'Ontario et Macdonald passa une grande partie de sa campagne dans cette province, essentiellement en dehors de Kingston. Une importante corruption des électeurs eut lieu dans tout le Canada, une pratique très efficace à une époque où le vote à bulletin secret n'était pas en place. Macdonald et les conservateurs virent leur majorité réduite de 35 à 8 voix. Les libéraux (le nouveau nom des Grits) firent mieux que les conservateurs en Ontario ce qui força le gouvernement à compter sur les votes des députés des provinces maritimes qui ne soutenaient pas entièrement le parti.

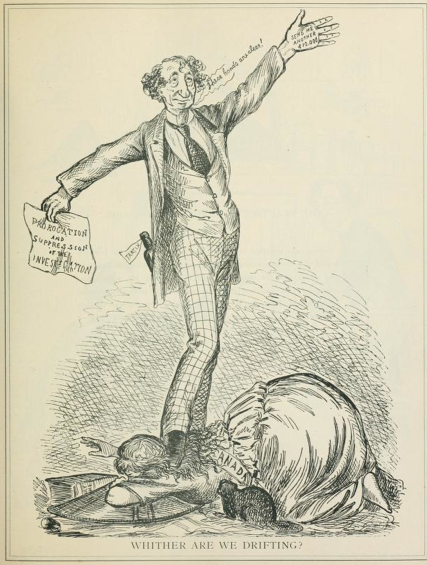
Où dérivons nous ? Macdonald est montré triomphant avec sa prorogation alors qu'il piétine un Canada en pleurs et semble saoul avec la bouteille qui dépasse de sa poche dans cette caricature de 1873 de John Wilson Bengough. Macdonald prétend avoir les mains propres mais J'ai besoin d'encore 10000 $ est écrit sur sa paume.

Macdonald avait espéré recevoir les fonds pour le chemin de fer au début de l'année 1872, mais les négociations durèrent plus longtemps que prévu entre le gouvernement et les magnats du chemin de fer. Le groupe Allan ne délivra les fonds qu'à la fin 1872. En 1873, à la reprise de la session parlementaire, le député libéral Lucius Seth Huntington accusa les membres du gouvernement d'avoir reçu d'importantes contributions politiques pour accorder le contrat d'exploitation. De nombreux documents accréditèrent la thèse de la corruption et l'affaire qui en découla fut appelée le scandale du Pacifique. Les financiers menés par Allan, qui étaient secrètement soutenus par la Northern Pacific Railway américaine, avaient donné 179 000 $ aux conservateurs et avaient reçu le contrat. Les journaux de l'opposition commencèrent à publier des télégrammes signés par des ministres dans lesquels ils demandaient d'importantes sommes d'argent aux financiers à un moment où l'attribution du contrat était encore en discussion. Macdonald avait reçu 45 000 $ en contributions de la part des compagnies ferroviaires. Cartier reçut également beaucoup d'argent alors qu'il menait une campagne coûteuse pour conserver son siège de Montréal-Est; il fut battu mais obtint le siège de Provencher au Manitoba. Durant la campagne, Cartier fut diagnostiqué de la maladie de Bright, une maladie rénale aujourd'hui appelée néphrite. Il mourut en mai 1873 à Londres alors qu'il cherchait un traitement.
Même avant la mort de Cartier, Macdonald tenta de jouer la montre pour calmer le scandale. Cependant l'opposition publia des documents compromettants. Le 18 juillet, trois journaux publièrent un télégramme daté d'août 1872 dans lequel Macdonald demandait « J'ai besoin d'encore 10 000 $. Cela sera la dernière demande ». En août, Macdonald réussit à obtenir une prorogation du parlement en appelant une commission royale sur le scandale, mais lorsque la Chambre des communes se rassembla à nouveau à la fin du mois d'octobre, les libéraux, sentant qu'ils pouvaient faire tomber Macdonald avec cette affaire, mirent une intense pression sur les députés hésitants.
Le 3 novembre, Macdonald se présenta devant la Chambre des communes pour défendre le gouvernement et, selon son biographe P.B. Waite, donna le « discours de sa vie, et en un sens, pour sa vie ». Il commença son discours à 21 h en paraissant malade et fragile mais son apparence changea rapidement. Alors qu'il discourait il avalait des verres d'eau et de gin les uns après les autres, il nia la corruption et avança que de telles contributions étaient communes dans tous les partis. Après cinq heures, Macdonald conclut,

« Je quitte cette Chambre en toute confiance. Tout choix m'est égal. Je peux voir au-delà de la décision de cette Chambre soit pour ou contre moi, mais que ce soit contre moi ou pour moi, je sais, et il n'est pas vain de se vanter le dire, car même mes ennemis doivent admettre que je ne suis pas vantard, qu'il n'existe pas au Canada un homme qui a donné plus de son temps, plus de son cœur, plus de sa richesse, ou plus de son intelligence et de sa puissance pour le bien de ce Dominion du Canada. »

Le discours de Macdonald fut vu comme un triomphe personnel mais il ne permit pas de sauver le gouvernement. En perte de vitesse au parlement et auprès du public, Macdonald alla remettre sa démission au gouverneur général Lord Dufferin le 5 novembre; le libéral Alexander Mackenzie prit sa place. À la suite de sa démission, Macdonald rentra chez lui et n'évoqua plus jamais le scandale du Pacifique.
Le 6 novembre 1873, Macdonald présenta sa démission à la direction du parti conservateur mais celle-ci fut refusée. Mackenzie demanda une élection pour janvier 1874. Les conservateurs ne conservèrent que 70 des 206 sièges de la Chambre des Communes, offrant une large majorité à Mackenzie. Les conservateurs ne battirent les libéraux qu'en Colombie-Britannique. Macdonald rentra à Kingston mais perdit son siège après que la corruption eut été prouvée; il remporta néanmoins l'élection partielle qui suivit. Selon Swainson, la plupart des observateurs considéraient Macdonald comme un « homme usé et déshonoré ».

### Opposition, 1873-1878
Macdonald menait les conservateurs de manière plus apaisée dans l'opposition et il attendait les erreurs des libéraux. Il prit de longues vacances et reprit son activité de juriste; il déménagea avec sa famille à Toronto où il était partenaire avec son fils Hugh John. Macdonald considérait que l'accord de libre-échange que les libéraux avaient signé avec Washington en 1874 était une erreur, car il croyait que l'industrie canadienne avait besoin de protectionnisme pour se développer. La crise bancaire de mai 1873 avait entraîné un marasme économique mondial ; les libéraux considéraient qu'il était difficile de financer la construction du chemin de fer transcontinental dans ces conditions et étaient généralement opposés à ce dernier. Le faible rythme de construction mena la Colombie-Britannique à déclarer que l'accord selon lequel elle était entrée dans la Confédération risquait d'être annulé.
En 1876, Macdonald et les conservateurs avaient adopté le protectionnisme dans le cadre de leur politique appelée Politique nationale qui fut promue principalement en Ontario durant l'été 1876. Les propositions de Macdonald étaient très populaires et les conservateurs commencèrent à remporter de nombreuses élections partielles. À la fin de l'année 1876, les conservateurs avaient repris 14 sièges, réduisant la majorité de Mackenzie de 70 à 42 sièges. Malgré ces succès, Macdonald envisagea de prendre sa retraite et il considéra Charles Tupper comme un héritier possible.

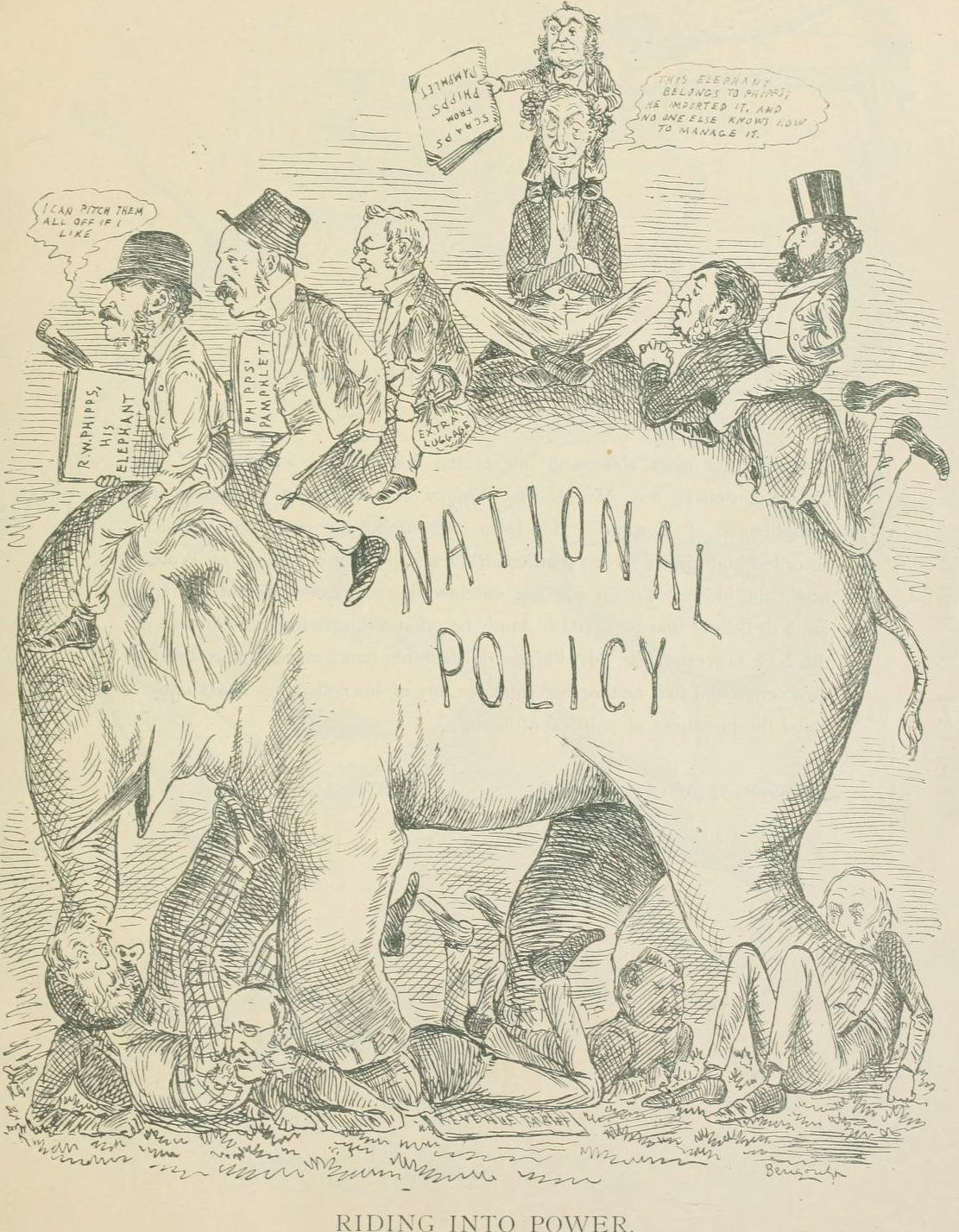
Dans cette de caricature de Bengough, Macdonald (au centre, assis en tailleur) chevauche l'éléphant de la Politique nationale lors de l'élection de 1878 qui piétine les libéraux. Le premier ministre Mackenzie est également étranglé par la trompe de l'éléphant.

Lorsque le parlement se réunit à nouveau en 1877, les conservateurs étaient confiants alors que les libéraux étaient sur la défensive. Les conservateurs continuèrent de présenter leur politique en Ontario et Macdonald fit campagne au Québec, ce qu'il avait rarement fait jusque-là car il laissait la parole à Cartier. Les réunions continuèrent jusqu'en 1878 pour présenter la Politique nationale : droits de douane élevés, construction rapide du chemin de fer transcontinental (le Canadien Pacifique), développement de l'agriculture dans l'Ouest avec l'aide du chemin de fer et mise en place de politiques pour attirer les immigrants blancs Européens au Canada. Ces réunions permirent à Macdonald de montrer ses talents de candidat et étaient généralement joyeuses; lors de l'une de celles-ci, le chef des conservateurs imputa les dégâts causés par les insectes parasites aux libéraux et promit que les insectes disparaitraient si les conservateurs étaient élus.
Les derniers jours de la 3e législature du Canada furent marqués par un vif débat : Macdonald et Tupper accusèrent le député et magnat du chemin de fer Donald Alexander Smith d'avoir reçu le droit de construire la branche du Canadien Pacifique jusqu'à Pembina dans le Dakota du Nord en récompense de la trahison des conservateurs lors du scandale du Pacifique. L'altercation continua même après que la Chambre eut publié sa dissolution à la veille de l'élection; les derniers mots de la 3ème législature furent : « Mon collègue Smith est le plus grand menteur que j'ai jamais vu ! »
L'élection eut lieu le 17 septembre 1878. Craignant la défaite de Macdonald à Kingston, ses partisans tentèrent de le présenter dans la circonscription jugée plus facile de Cardwel. Néanmoins, après avoir représenté sa ville durant 35 ans, Macdonald choisit de participer à l'élection à Kingston. Il fut battu par Alexander Gunn mais les conservateurs remportèrent une victoire écrasante au niveau national. Macdonald resta à la Chambre des Communes après avoir sécurisé son élection à Marquette au Manitoba; les élections dans cette province étaient organisées après celles de l'Ontario. Son accession au poste de premier ministre laissait son siège de parlementaire vacant et Macdonald décida de se présenter pour le siège de Victoria en Colombie-Britannique le 21 octobre. Il y fut facilement élu,, même s'il n'avait jamais visité Marquette ou Victoria.

### Troisième et quatrième mandats, 1878-1887

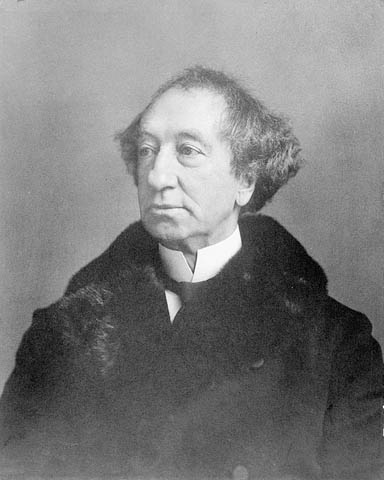
Macdonald en novembre 1883, à l'âge de 68 ans

La Politique nationale fut mise en place dans le budget présenté en février 1879. Le Canada devenait une nation protectionniste comme les États-Unis et l'Allemagne. Les droits de douane étaient destinés à protéger et à développer l'industrie canadienne, les produits textiles étaient taxés à hauteur de 34 % mais l'équipement pour les fabriquer n'était pas taxé. Macdonald continua de défendre des droits de douane élevés jusqu'à sa mort. Avec la hausse des recettes, Macdonald s'intéressa à la question des chemins de fer et la situation était étonnamment bonne. Même si les dépenses dans le domaine avaient été faibles sous Mackenzie, plusieurs centaines de kilomètres avaient été construits et la quasi-totalité du parcours avait été cartographiée. En 1880, Macdonald fonda un consortium mené par George Stephen pour poursuivre la construction du transcontinental. Donald Smith était un partenaire important du consortium mais comme ses relations avec les conservateurs étaient tendues, sa participation ne fut pas révélée au public même si elle était bien connue de Macdonald. En 1880, le Dominion récupéra les derniers territoires britanniques de l'Arctique et s'étendait sur tout le Canada actuel à l'exception de Terre-Neuve qui ne rejoignit la Confédération qu'en 1949. En 1880, le Canada envoya son premier délégué diplomatique, Alexander Tilloch Galt en tant que haut-commissaire Canadien au Royaume-Uni. L'économie se portant bien, Macdonald et les conservateurs conservèrent une confortable majorité, malgré une légère baisse lors de l'élection de 1882. Macdonald fut élu dans la circonscription de Carleton.
Le projet de chemin de fer transcontinental était largement financé par le gouvernement. 100 000 km2 de terres le long du parcours et 25 000 000 $ de fonds fédéraux lui furent accordés. De plus, le gouvernement s'était engagé à financer pour 32 000 000 $ de chemins de fer en soutien du transcontinental. Le projet complet était extrêmement coûteux, en particulier pour une nation de seulement 4,1 millions d'habitants en 1881. En 1880 et 1885, le projet du transcontinental passa à plusieurs reprises au bord de la faillite. Non seulement le terrain des montagnes Rocheuses était difficile mais la route au nord du lac Supérieur se révéla traître car les rails et les engins sombraient dans les fondrières de mousse. Lorsque les garanties canadiennes des bons du transcontinental ne suffirent pas à les vendre dans l'économie déclinante, Macdonald obtint un prêt du Trésor; la loi l'autorisant fut votée par le Sénat du Canada juste avant que la société ne fasse faillite.

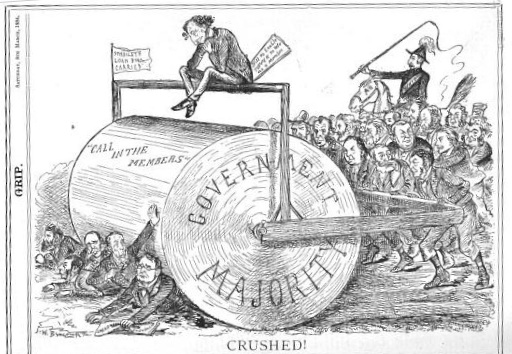
Macdonald utilise sa majorité parlementaire pour écraser le leader des libéraux Edward Blake et son parti lors des élections de 1884 dans cette caricature de 1884 de John Wilson Bengough

Alors que le chemin de fer transcontinental approchait de son achèvement, le Nord-Ouest connut un nouveau soulèvement. De nombreux métis du Manitoba avaient émigré dans les Territoires du Nord-Ouest et ces derniers se sentaient menacés par l'arrivée de colons de l'Ontario. Les négociations entre les métis et le gouvernement sur les questions foncières furent difficiles. Riel vivait en exil aux États-Unis depuis 1870 et il se proposa pour négocier avec Macdonald. Sans réponse de ce dernier, les Métis menés par Riel se soulevèrent lors de la Rébellion du Nord-Ouest. Macdonald envoya l'armée par train et celle-ci écrasa rapidement la révolte. Riel fut capturé, jugé pour trahison et condamné à la pendaison. Macdonald refusa la grâce à Riel qui souffrait de troubles mentaux. La pendaison de Riel se révéla impopulaire et controversée et aliéna le soutien des Québécois (catholiques et linguistiquement francophones comme Riel) au Parti conservateur; ces derniers se rapprochèrent des libéraux au début du XXe siècle. Le transport des soldats aida la transcontinentale à lever de l'argent. Le chemin de fer fut achevé le 7 novembre 1885 ; Macdonald fut informé par le président du Canadien Pacifique, William Cornelius Van Horne par télégraphe depuis Craigellachie en Colombie-Britannique, que le dernier crampon avait été posé.
À l'été 1886, Macdonald se rendit pour la première et unique fois dans l'Ouest du Canada ; il fit de nombreux arrêts sur le chemin pour donner des discours jusqu'à Vancouver. Le 13 août 1886, Macdonald utilisa un marteau en argent pour planter un crampon en or dans la dernière section de l'Esquimalt and Nanaimo Railway près de Vancouver.
En 1886, une autre querelle éclata avec les États-Unis sur la question des droits de pêche. Profitant des clauses du traité leur permettant d'accoster au Canada pour se ravitailler en eau et en bois, les navires américains se livraient à la pêche clandestine le long du rivage. Plusieurs navires furent arraisonnés et retenus dans les ports canadiens, suscitant la colère des Américains qui demandaient leur retour. Macdonald chercha à faire passer une loi pour annuler certaines clauses du traité, à la consternation des Britanniques qui étaient responsables de la politique étrangère du Canada. Le gouvernement britannique ordonna au gouverneur général Lord Lansdowne de réserver la sanction royale pour la loi, ce qui suspendait son application sans l'annuler. Après de nombreuses discussions, le gouvernement britannique autorisa la sanction royale à la fin de l'année 1886 et indiqua qu'il enverrait un navire de guerre pour protéger les pêcheries si aucun accord n'était trouvé avec les Américains.

### Cinquième et sixième mandats, 1887-1891

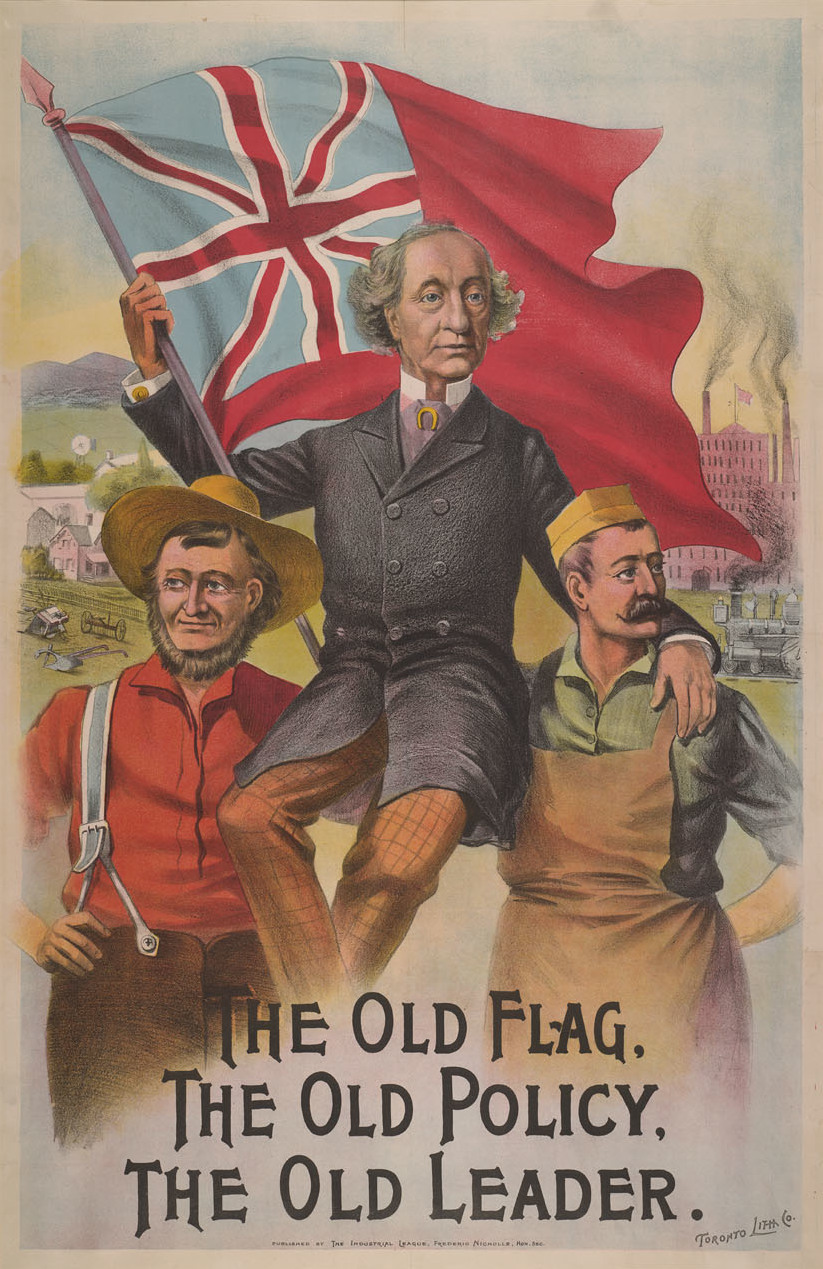
Affiche du parti conservateur pour l'élection de 1891.

Craignant de perdre sa force politique du fait du marasme économique, Macdonald envisagea d'organiser une élection à la fin de l'année 1886 mais il n'avait pas encore pris sa décision lorsqu'une élection en Ontario fut demandée par son ancien élève, le premier ministre libéral de l'Ontario, Oliver Mowat. L'élection provinciale fut considérée comme un test avant l'élection fédérale. Malgré une intense campagne menée par le premier ministre, les libéraux de Mowat furent reconduits en Ontario avec une majorité accrue. Macdonald dissolut finalement le parlement le 15 janvier 1887 en prévision de l'élection du 22 février. Durant la campagne, les libéraux du Québec parvinrent à former un gouvernement quatre mois après l'élection québécoise d'octobre 1886 et les conservateurs perdirent le pouvoir au Québec. Néanmoins, Macdonald et son cabinet firent une intense campagne durant l'hiver et Tupper (le nouveau haut-commissaire à Londres) repoussa son départ pour renforcer les conservateurs de Nouvelle-Écosse. Le leader des libéraux, Edward Blake, mena une campagne sans enthousiasme et les conservateurs remportèrent facilement les élections en Ontario, en Nouvelle-Écosse et au Manitoba avec une majorité nationale de 35 sièges. Les conservateurs obtinrent même une courte majorité au Québec malgré le ressentiment lié à la pendaison de Riel. Macdonald devint une nouvelle fois député de Kingston,. Même les plus jeunes ministres, comme le futur premier ministre John Thompson, qui était parfois en désaccord avec la politique de Macdonald, admirent que Macdonald était un atout essentiel pour les conservateurs.
Blake, que Gwyn décrivit comme « le pire candidat du parti libéral jusqu'à Stéphane Dion au début du XXIe siècle », démissionna après la défaite et fut remplacé par Wilfrid Laurier. Sous la direction de Laurier, les libéraux, qui avaient accepté l'essentiel de la Politique nationale sous Blake, argumentèrent que le commerce Nord-Sud était plus utile que le commerce à travers des vastes plaines vides avec le transcontinental dont les tarifs élevés commençaient à provoquer du ressentiment. Macdonald souhaitait une certaine réciprocité avec les États-Unis mais était réticent à abaisser les droits de douane. Les partisans américains de ce qui fut surnommé l'« union commerciale » la considéraient comme un préalable à une union politique et n'avaient aucun scrupule à le déclarer, ce qui causa une controverse au Canada.

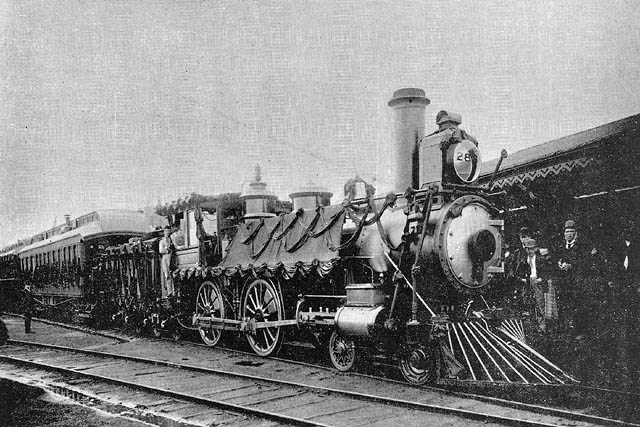
Convoi funéraire de John A. Macdonald, 20 juin 1891.

Macdonald demanda une élection pour le 5 mars 1891. Les libéraux étaient largement financés par les intérêts américains tandis que les conservateurs furent principalement financés par le Canadien Pacifique. Le premier ministre, alors âgé de 76 ans, s'épuisa lors de la campagne et il mena les activités politiques depuis la maison de son beau-frère à Kingston. Les conservateurs remportèrent les élections mais leur majorité fut réduite à 27 sièges. Les deux partis arrivèrent à égalité dans les provinces centrales du Canada mais les conservateurs dominèrent dans les provinces maritimes et en Colombie-Britannique, ce qui poussa le libéral Richard John Cartwright à déclarer que la majorité de Macdonald reposait sur les « lambeaux et les rustines de la Confédération ». Après l'élection, Laurier et les libéraux acceptèrent à contrecœur la Politique nationale et lorsque Laurier devint plus tard premier ministre, il l'adopta sans grands changements.
Plusieurs semaines de repos après l'élection semblèrent restaurer la santé de Macdonald. Cependant, à la fin du mois de mai, il fut victime d'une crise cardiaque qui le laissa partiellement paralysé. Le Old Chieftain (« Vieux Chef ») restait mentalement alerte mais il mourut le soir du samedi 6 juin 1891. Des milliers de personnes défilèrent devant son cercueil ouvert dans la chambre du Sénat; sa dépouille fut ensuite transportée par train jusqu'à Kingston et des foules le saluèrent à chaque arrêt. Il fut enterré au cimetière de Cataraqui à Kingston aux côtés de sa première épouse, Isabella.
Wilfrid Laurier rendit hommage à Macdonald à la Chambre des Communes :

« Le rôle de Sir John A. Macdonald dans ce pays était si grand et si prenant qu'il est presque impossible de concevoir que les politiques de ce pays, le destin de la nation puissent continuer sans lui. Sa perte nous submerge tous. »

## Postérité, héritages et hommages et critiques

### Hommages
Macdonald resta premier ministre presque 19 ans, une durée dépassée uniquement par William Lyon Mackenzie King. À la différence de son homologue Américain, George Washington, aucun monument important, ville ou subdivision politique ne fut nommé en l'honneur de Macdonald (à l'exception d'une municipalité rurale du Manitoba). Un sommet des Rocheuses, le Mont Macdonald à proximité du Col Rogers, porte son nom. En 2001, le parlement déclara le 11 janvier Sir John A. Macdonald Day mais la journée n'est pas fériée et elle passe généralement inaperçue. Macdonald apparaît sur l'actuel billet canadien de 10 dollars. Il a également donné son nom à l'aéroport international Macdonald-Cartier d'Ottawa et à l'autoroute 401 (Ontario) (la Macdonald-Cartier Freeway) bien que ces noms soient rarement utilisés.

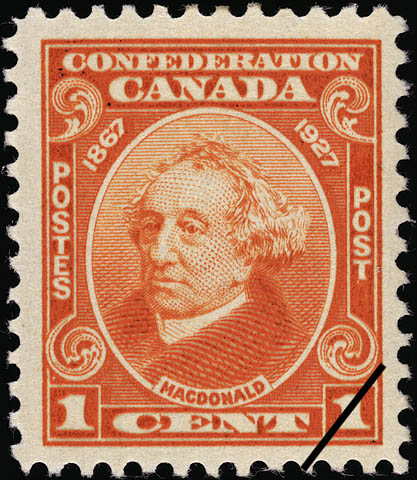
Timbre canadien de 1927 honorant Macdonald

Plusieurs sites associés à Macdonald sont préservés. Sa tombe est désignée lieu historique national du Canada en 1938. La Villa Bellevue à Kingston, où la famille de Macdonald vivait dans les années 1840, est également un lieu historique national administré par Parcs Canada et a été restauré pour lui redonner son aspect d'époque. Sa résidence d'Ottawa, Earnscliffe (en), existe toujours et est actuellement la résidence officielle du haut-commissaire du Royaume-Uni au Canada. Des statues de Macdonald ont été érigées dans tout le Canada ; l'une d'entre elles, sculptée par Louis-Philippe Hébert, se trouve sur la Colline du Parlement à Ottawa. Une autre statue se trouve au sommet d'un socle en granit initialement destiné à accueillir une statue de la reine Victoria au Queen's Park à Toronto. Une statue de Macdonald se trouve également dans le City Park de Kingston et la société historique de la ville organise une messe commémorative annuelle en son honneur.

Le sénateur conservateur Hugh Segal considère que le véritable monument de Macdonald est le Canada lui-même : « Sans Macdonald, nous serions une nation qui commencerait quelque part à la frontière entre le Manitoba et l'Ontario et s'étendrait sur tout l'est. Terre-Neuve serait comme l'Alaska et je pense que cela serait la même chose pour le Manitoba, la Saskatchewan, l'Alberta et la Colombie-Britannique. Nous achèterions notre pétrole aux États-Unis. Cela diminuerait notre qualité de vie et le nombre de métiers et notre rôle dans le monde serait substantiellement réduit. » Les biographes de Macdonald notent sa contribution à l'établissement du Canada comme une nation. Swainson suggère que le désir de Macdonald pour un Canada libre et tolérant devint partie intégrante de son fonctionnement : « Il ne créa pas seulement le Canada mais il contribua incommensurablement à son caractère. » Gwyn déclara de Macdonald : 

« Ses réussites sont époustouflantes : La Confédération avant tout mais presque aussi important, voire plus, l'extension du pays à travers le continent grâce à un chemin de fer qui était, objectivement, une folie économique et fiscale... D'un autre côté, il était responsable du scandale du Pacifique, de l'exécution de Louis Riel et de l'impôt sur les ouvriers chinois. Il n'est donc pas facile à évaluer. Sa vie privée était assez stérile. Pourtant peu d'autres leaders canadiens, Pierre Elliott Trudeau, John Diefenbaker pour un temps, Wilfrid Laurier, ont eu la même capacité à inspirer l'admiration »

.

### Critiques
Cependant, et notamment à partir de 2013 avec la publication du livre de l'historien James Daschuk, La Destruction des Indiens des plaines. Maladies, famines organisées, disparition du mode de vie autochtone, la place et le prestige de John A. Macdonald dans l'histoire du Canada sont remis en cause. Il a en effet organisé une politique qualifiée d'« ethnocide » envers les Amérindiens des plaines du centre du pays afin de s'approprier leurs terres, provoquant des famines, des exécutions arbitraires et l'assimilation forcée des enfants dans des pensionnats spécialement construits à cet effet. 
En août 2018, le conseil municipal de Victoria a ainsi décidé de retirer la statue de John A. Macdonald installée devant l'hôtel de ville, justifiant cette décision par un souci de « réconciliation », alors que Macdonald est connu pour son « mépris » pour les premiers habitants canadiens et l'établissement d'un système scolaire qui favorisait une assimilation forcée. Le monument lui rendant hommage à la Place du Canada (Montréal) est déboulonné le 29 août 2020 dans la foulée des événements Black Lives Matter lors d'une manifestation demandant le définancement des corps policiers. Cependant, d'autres arguments envisagent la possibilité de juger des figures historiques et leurs abus avec un point de vue actuel. James Daschuk pour sa part considère qu'il est important de transmettre le message que « John A. Macdonald était un homme de son époque » mais qu’il est « toutefois normal de poser un regard contemporain sur [ses] actes […], puisque les répercussions de ses politiques envers les Autochtones se font toujours sentir ». 
Les Canadiens francophones ont pour leur part une image de John A. Macdonald plus critique. Ainsi selon le professeur de droit public Guillaume Rousseau, le politicien canadien du XIXe siècle serait également notable pour son « racisme anti-francophone ». En 1895, le jour de l’inauguration du monument de Macdonald, l’enthousiasme clamé par des orateurs de circonstance est modulé par des chahuteurs grimpés dans les arbres avoisinants. Des soldats de sa Majesté sont envoyés pour les faire taire. Ce monument a souvent été la cible de vandalisme par des souverainistes, qui sont même allé jusqu'à la décapiter en 1992 pour l'anniversaire de la mort de Louis Riel.  
Enfin, l'Écosse, terre natale de Macdonald, a également modifié sa façon de présenter l'action du père fondateur du Canada, notamment sur son site officiel, en mentionnant, dans sa biographie en ligne, son action en faveur des « écoles résidentielles », dans le souci de « faire connaître le rôle qu’ont joué les Écossais dans l’histoire coloniale ».

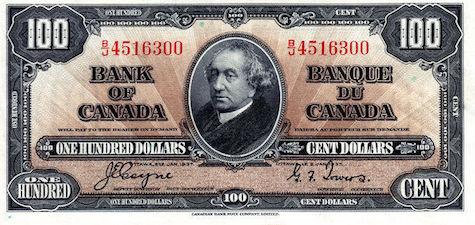
Billet de 100 dollars
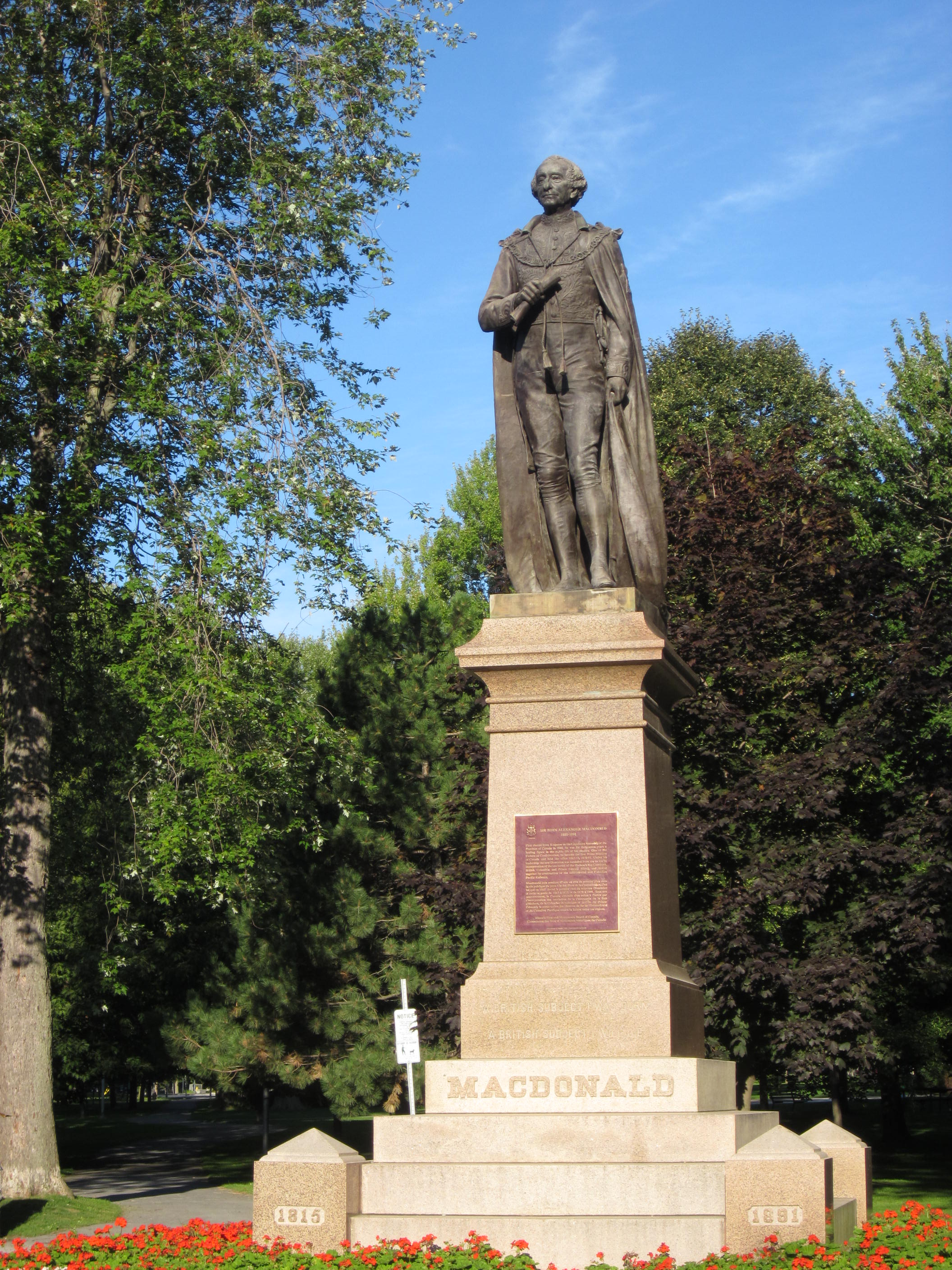
Statue de John A. Macdonald à Kingston
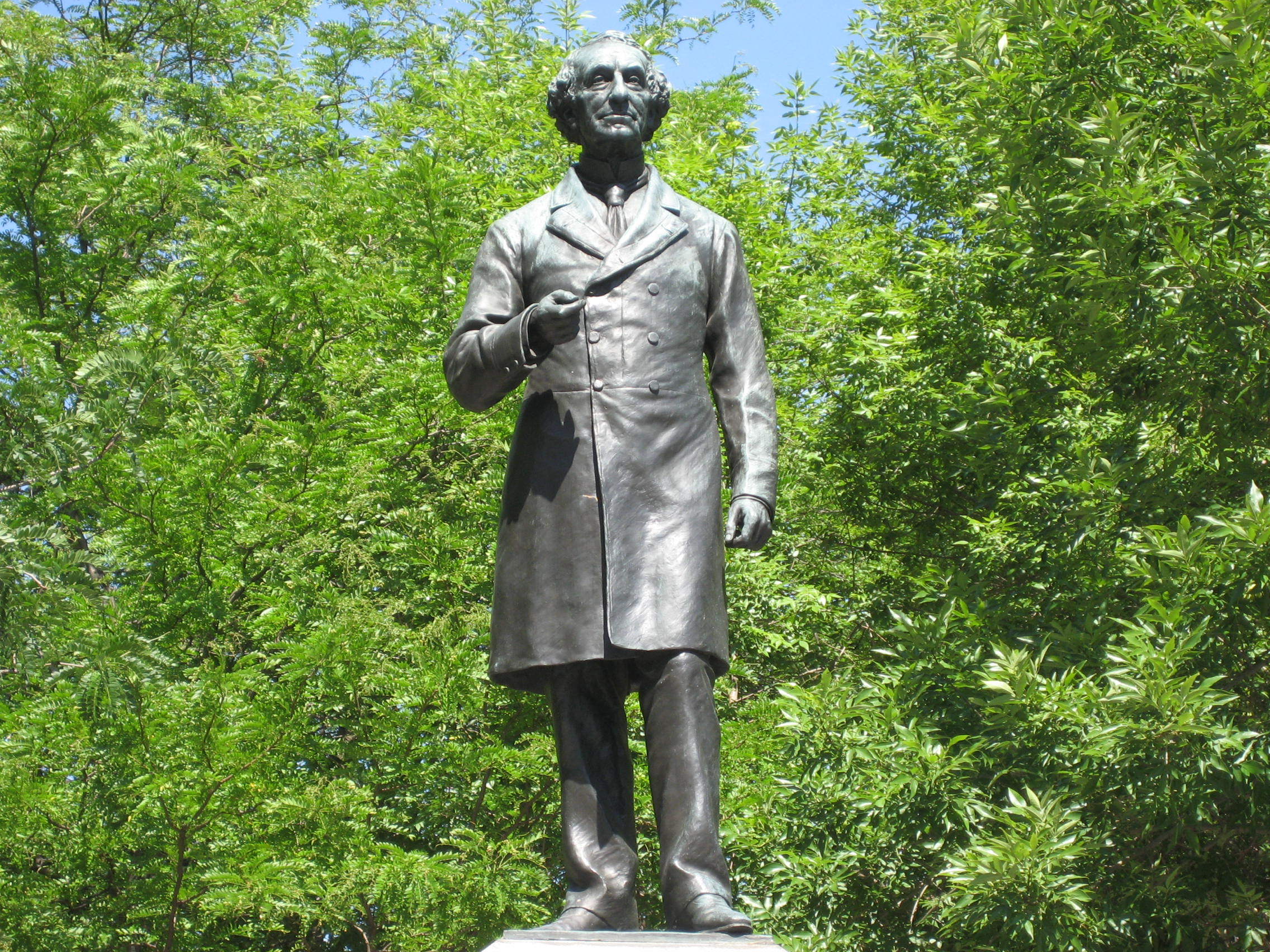
Statue de John A. Macdonald à Hamilton
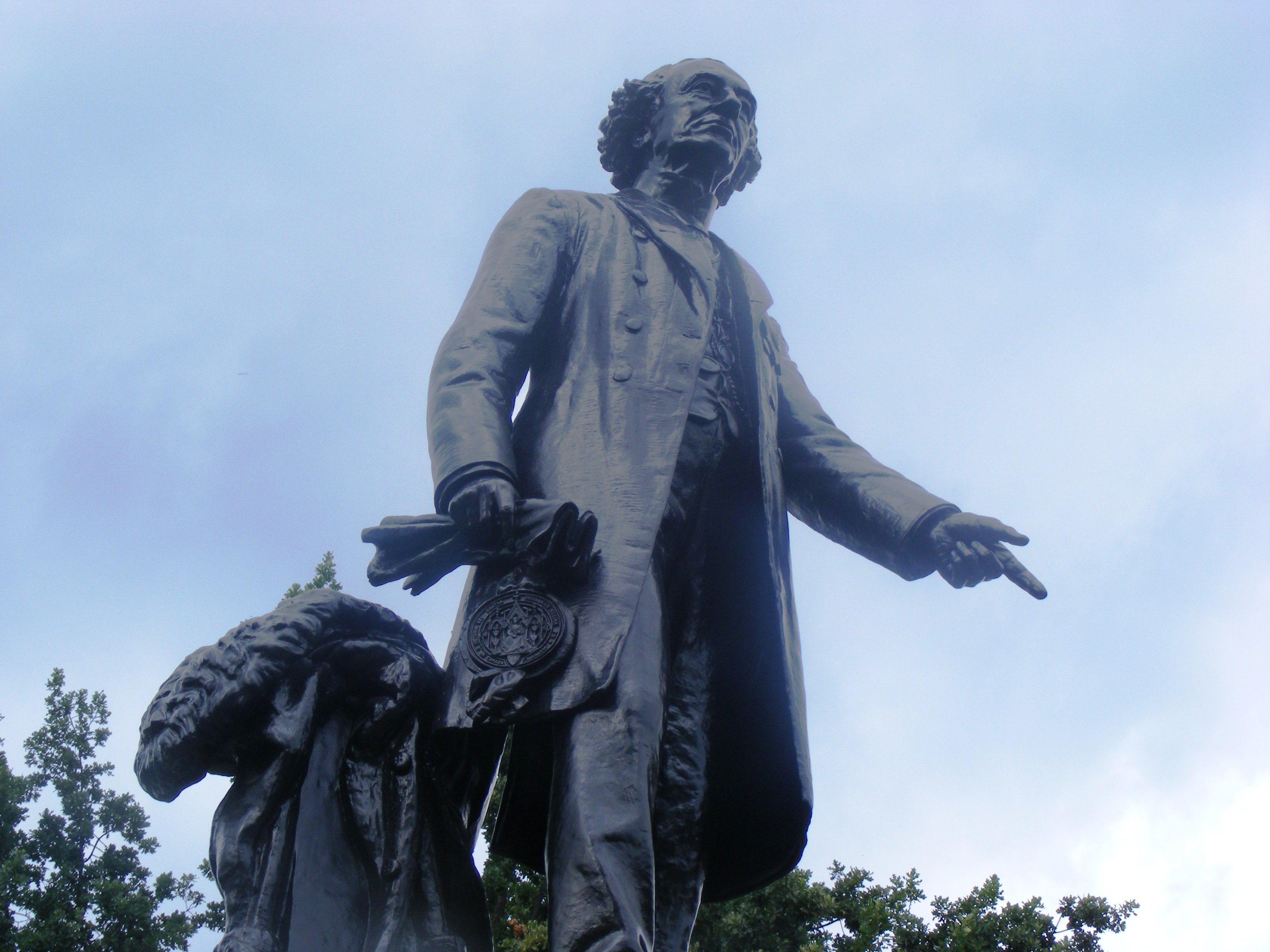
Statue de John A. Macdonald à Queen's Park à Toronto
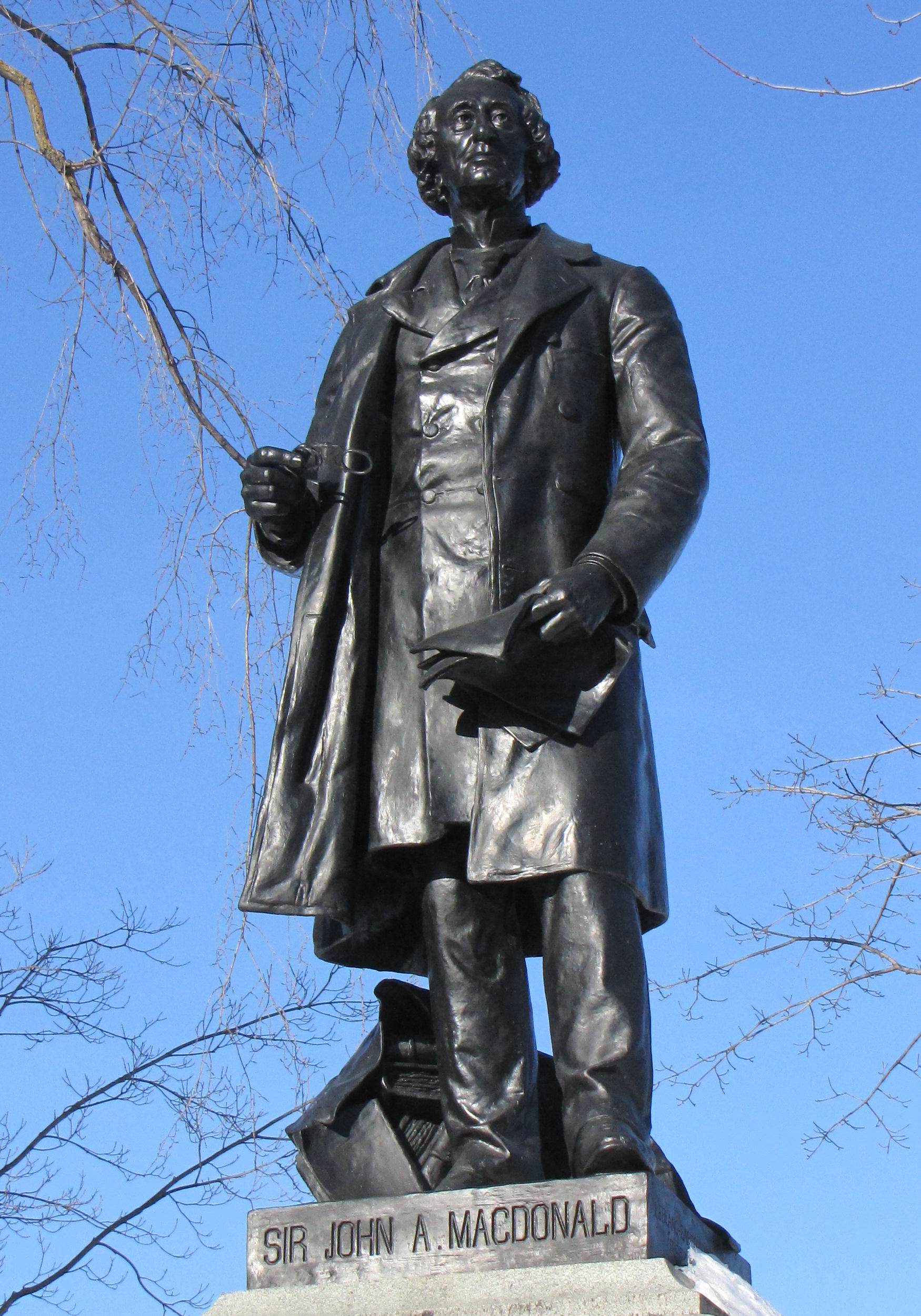
Statue de John A. Macdonald à Ottawa
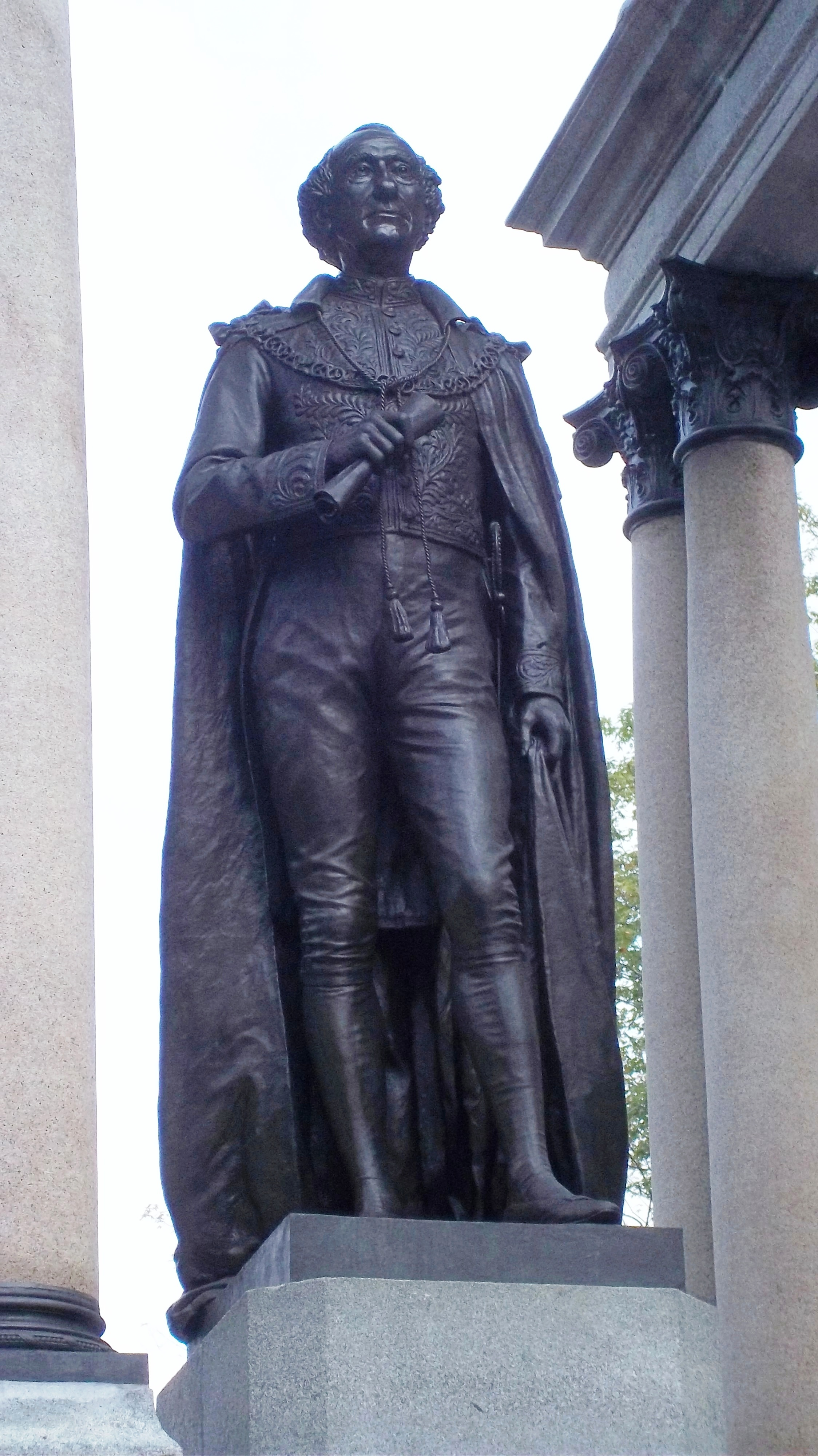
Statue de John A. Macdonald érigée sur la place du Canada à Montréal (Déboulonnée le 29 août 2020)